# Kompromis Missouri

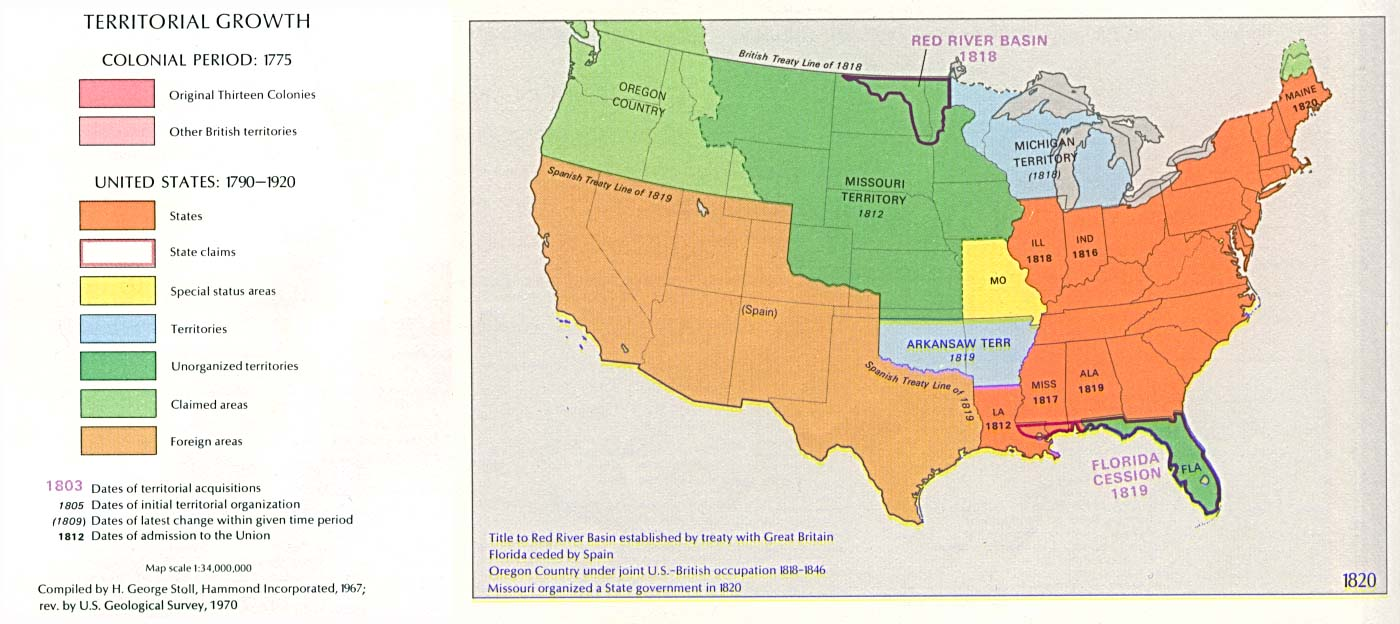
Stany Zjednoczone w roku 1820. Na mocy kompromisu Missouri niewolnictwo zostało zakazane na obszarach oznaczonych ciemnym zielonym oraz dozwolone na obszarach oznaczonych kolorami żółtym (Missouri) i niebieskim (Terytorium Arkansas).

Kompromis Missouri – wypracowany w 1820 roku układ pomiędzy stanami północnymi a południowymi. Polegał on na przyznaniu stanowi Missouri statusu niewolniczego w zamian za zgodę stanów południowych na to, by na terytoriach zachodnich granica niewolnictwa przebiegała wzdłuż równoleżnika 36°30’. Natomiast granica między stanami wolnymi a niewolniczymi na Wschodzie kontynentu została poprowadzona wzdłuż Linii Masona-Dixona oraz rzeki Ohio. Dodatkowo z terenu Massachusetts wyodrębniono nowy stan – Maine – w celu zachowania równowagi sił w Senacie pomiędzy stanami niewolniczymi i stanami niedopuszczającymi niewolnictwa.